# ワレリー・ストリャロフ
ワレリー・ストリャロフ（露: Валерий Столяров、英: Valeri Stolyarov、1971年1月18日 - )は、ロシア、レニングラード（現在のサンクトペテルブルク）出身の元ノルディック複合選手。

## プロフィール
1998年の長野オリンピック個人で銅メダルを獲得、翌1999年の世界選手権（オーストリア、ラムソー）では団体戦で銅メダルを獲得した。
ノルディック複合・ワールドカップでは1996/87シーズンに総合9位となったのが最高である。